# Verwaltungsgemeinschaft Floß
Die Verwaltungsgemeinschaft Floß im Oberpfälzer Landkreis Neustadt an der Waldnaab wurde im Zuge der Gemeindegebietsreform am 1. Mai 1978 gegründet und zum 1. Januar 1980 bereits wieder aufgelöst.
Ihr gehörten die Marktgemeinde Floß und die Gemeinde Flossenbürg an.
Sitz der Verwaltungsgemeinschaft war Floß.